# Fibril·lació ventricular
La fibril·lació ventricular o FV és un trastorn del ritme cardíac que presenta un ritme ventricular ràpid (>250 batecs per minut), irregular, de morfologia caòtica i que porta irremeiablement a la pèrdua total de la contracció cardíaca, amb una falta total del bombament sanguini i, per tant, a la mort del pacient.

## Tractament
- Desfibril·lació